# Hypernova

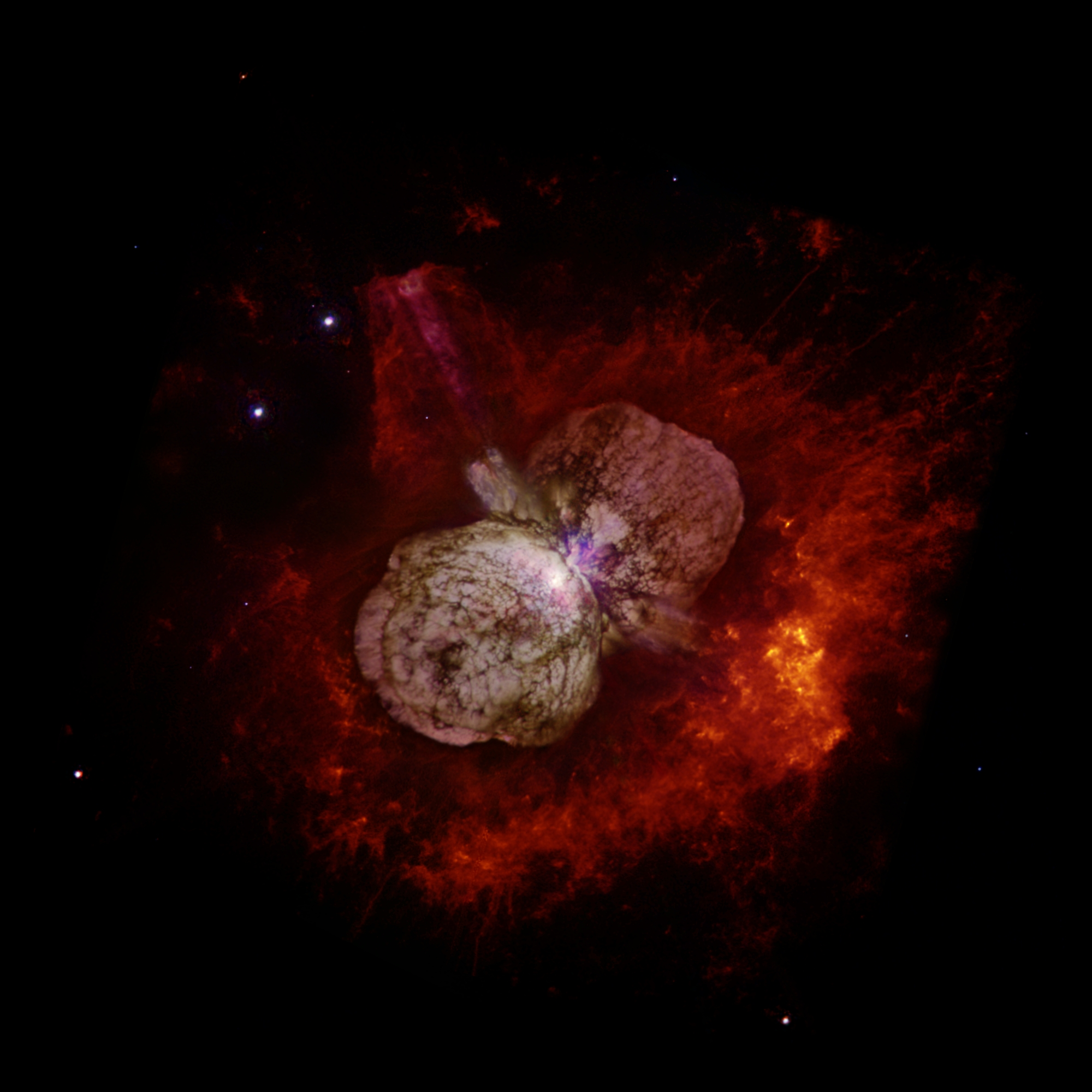
Eta Carinae (mit Homunkulusnebel), ein Stern, der eine Hypernova werden könnte

Eine Hypernova ist eine Supernova mit einer elektromagnetisch abgestrahlten Energie von mehr als 1045 Joule unter Annahme einer räumlich isotropen Abstrahlung. Eine Hypernova stellt das obere Ende der superleuchtkräftigen oder superhellen Supernovae dar.

## Eigenschaften
Hypernovae werden nach ihren Lichtkurven und spektralen Eigenschaften in drei Klassen unterteilt:
- Beim Typ I zeigen sich keine Spuren von Wasserstoff in ihren Spektren.
- Beim Typ II kann dagegen Wasserstoff in den Spektren während der Explosion nachgewiesen werden.
- Beim Typ R kann der Schwanz der Lichtkurve durch den radioaktiven Zerfall durch eine ungewöhnlich große Menge von 56Ni beschrieben werden. Die benötigte Menge liegt in der Größenordnung von fünf Sonnenmassen.

Im Vergleich zu Kernkollapssupernovae treten Hypernovae sehr selten auf, wobei auf jede Hypernova 1.000 bis 10.000 Kernkollapssupernovae kommen. Sie werden fast exklusiv in kleinen Galaxien mit hohen Sternentstehungsraten ähnlich den Magellanschen Wolken beobachtet.
Im Jahr 2023 wurde die Beobachtung des hochenergetischen Ereignisses AT 2021lwx mit einer extrem starken Emission von Mittelinfrarot- bis Röntgen-Wellenlängen einer Gesamtenergie von 1,5 x 1046 Joule veröffentlicht. Hierbei handelte es sich vermutlich um den durch ein Schwarzes Loch verursachten Gravitationskollaps einer gigantischen Gaswolke.

## Paarinstabilitätssupernova
Der Begriff Hypernova ist zum ersten Mal von Woosley & Weaver verwendet worden, um das heute als Paarinstabilitätssupernova bekannte Phänomen zu beschreiben. Dabei erreichen sehr massereiche Sterne, mit Massen von mehr als 100 oder – je nach Quelle – auch 150 Sonnenmassen, in ihrem Kern eine Temperatur von mehr als 1010 Kelvin. Nach dem zentralen Kohlenstoffbrennen setzt hier ein Prozess der Paarinstabilität ein, wenn sich extrem energiereiche Photonen in Elektron-Positron-Paare umwandeln und dadurch eine gravitative Instabilität auftritt. Ursache dieser Instabilität ist, dass sich die Masse und Schwerkraft bei der Umwandlung der Photonen in Elektron-Positron-Paare nicht ändert, der Strahlungsdruck als Gegenwirkung zur Schwerkraft aber wegfällt.
Je nach Masse wird der Stern dadurch entweder komplett zerrissen oder zu einem Schwarzen Loch.
Dabei können bis zu 50 Sonnenmassen an 56Ni entstehen, dessen radioaktiver Zerfall die wesentliche Energiequelle für die in der Lichtkurve dargestellte, von der Hypernova abgestrahlte Energie ist.
Es können Energiemengen von bis zu 1046 Joule freigesetzt werden.

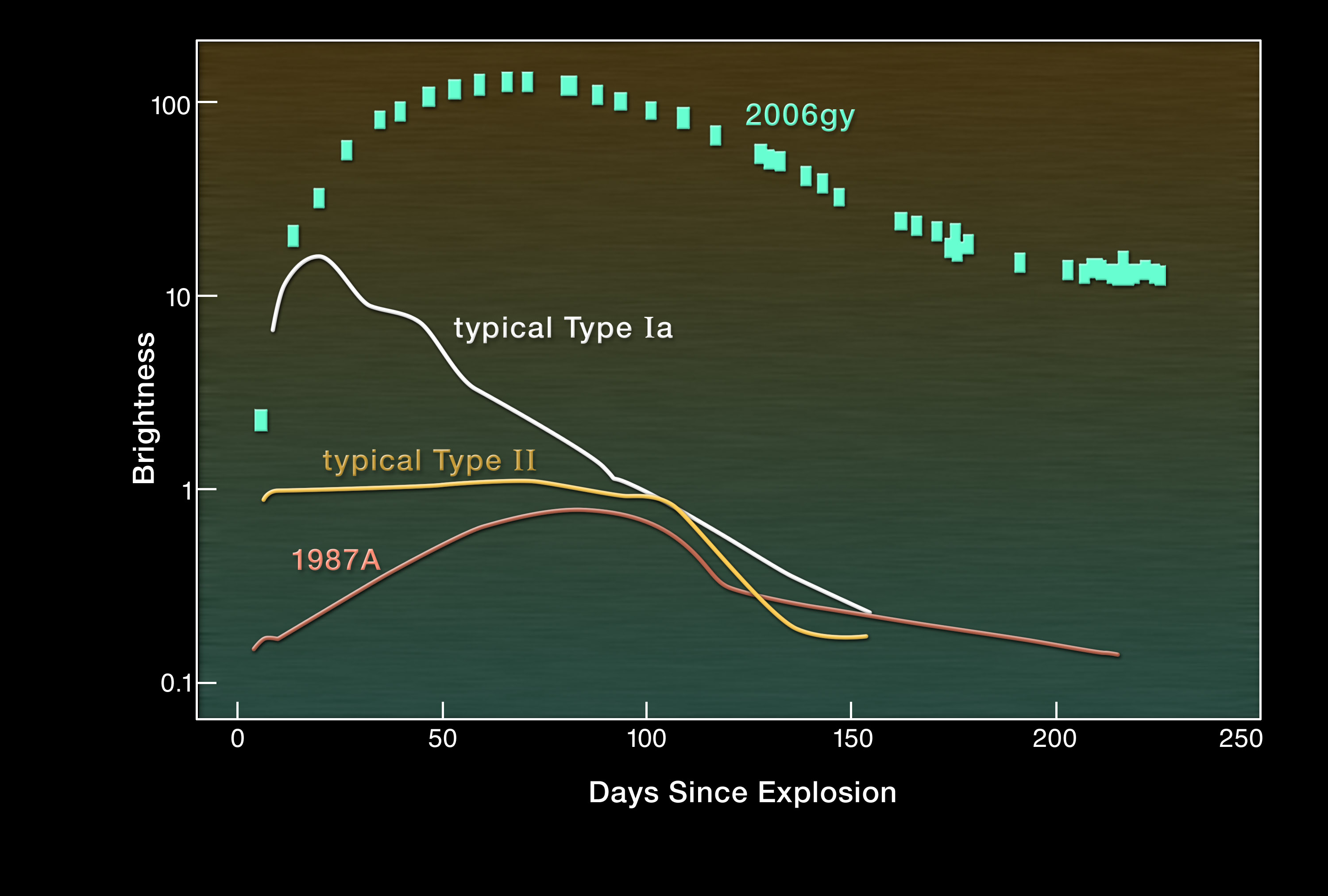
Lichtkurve von der als Paarinstabilitätssupernova identifizierten SN 2006gy (obere Kurve) verglichen mit den Lichtkurven von Kernkollaps- und thermonuklearen Supernovae

Die Paarinstabilitätssupernovae sind besonders häufig in der Population III aufgetreten.
Dies sind die ersten Sterne, die sich aus den drei Elementen (Wasserstoff, Helium und Lithium) der primordialen Nukleosynthese oder aus der ersten nachfolgenden Generation gebildet haben.
Im Gegensatz zur heutigen Population I begrenzte die verschwindend geringe Metallizität die Intensität des durch den Strahlungsdruck verursachten Sternwinds und damit die Massenobergrenze der Blauen Riesen nicht bei ungefähr 150 Sonnenmassen. Deshalb sind Hypernovae in Form von Paarinstabilitätssupernovae im frühen Universum viel häufiger aufgetreten.
Heute entstehen so massereiche Sterne überwiegend durch die Verschmelzung zweier Sterne in einem engen Doppelsternsystem.

## CSM-Modell
Eine normale Kernkollapssupernova kann zusätzliche Energie freisetzen, wenn der Vorläuferstern ein Überriese oder ein Leuchtkräftiger Blauer Veränderlicher war. Diese Sterne haben vor ihrem gravitativen Kollaps erhebliche Mengen an Materie über Sternwinde verloren und die bei der Supernovaexplosion beschleunigte Materie kollidiert mit der zirkumstellaren Materie. Diese Art der Hypernova zeigt eine breitere Lichtkurve, da die zusätzliche Energie durch die Umwandlung von Bewegungsenergie in elektromagnetische Strahlung erst nach dem Explosionsvorgang erfolgt.
Sie zeigt auch die spektralen Eigenschaften von Supernovae des Typs IIn.

## Das Kollapsar-Modell
Das Kollapsar-Modell beschreibt Kernkollapssupernovae, aus denen ein Schwarzes Loch entsteht. Hierbei entsteht bei der Supernovaexplosion zunächst ein Protoneutronenstern und expandierende Materie. Die dabei freigesetzte Bewegungsenergie reicht jedoch nicht aus, um aus der Sternoberfläche auszubrechen, und die Materie fällt über eine Akkretionsscheibe zurück auf den Neutronenstern, der daraufhin seine stabile Massengrenze überschreitet und in ein Schwarzes Loch kollabiert. Rotiert der Vorläuferstern schnell genug, so können sich entlang der Rotationsachse relativistische Jets bilden und aus dem Stern austreten.
Sind die Jets in Richtung der Erde ausgerichtet, so erscheinen sie als Gammablitze.
Noch mehr Energie kann freigesetzt werden, wenn der Protoneutronenstern über ein Magnetfeld mit einer magnetischen Flussdichte von mehr als 1011 Tesla (1015 Gauß) verfügt. Der Zerfall des Magnetfelds kann Energien von bis zu einigen 1046 Joule (1053 Erg) freisetzen. Ebenfalls zu den Kollapsar-Modellen gehört eine Variante, wonach ein massereicher Stern direkt in ein Schwarzes Loch kollabiert und die zusätzliche Energie der Supernova aus der schnellen Akkretion von Materie in das Schwarze Loch generiert wird. In diesem Szenario ist der Vorläufer der Hypernova ein Blauer Überriese, dessen Gravitationspotential verhindert, dass die Schockwelle der Supernova den größten Teil der Atmosphäre über die Fluchtgeschwindigkeit hinaus beschleunigt.

## Kernkollaps-Modelle
Die beobachteten Leuchtkräfte von Hypernovae können auch mit traditionellen Gravitationskollapsmodellen simuliert werden. Dabei würden die Leuchtkräfte entstehen, wenn es den Stripped-Envelope Supernovae gelingt, mehr als 3,5 Sonnenmassen an 56Ni zu erzeugen und es sich um eine asymmetrische Supernovaexplosion in Richtung des Beobachters handelt. Nach rechnerischen Simulationen können Sterne mit einer Ursprungsmasse von mehr als 100 Sonnenmassen und einer Metallizität, die gerade ausreicht, um ein Paarinstabilitätsereignis zu vermeiden, diese Menge an radioaktiven Nukliden hervorbringen. Allerdings ist dies stark abhängig von der wenig bekannten Massenverlustrate kurz vor der Explosion als Supernova.